# Campigneulles-les-Petites
Campigneulles-les-Petites is een gemeente in het Franse departement Pas-de-Calais (regio Hauts-de-France) en telt 517 inwoners (1999). De plaats maakt deel uit van het arrondissement Montreuil.

## Geografie
De oppervlakte van Campigneulles-les-Petites bedraagt 6,2 km², de bevolkingsdichtheid is 83,4 inwoners per km².
De onderstaande kaart toont de ligging van Campigneulles-les-Petites met de belangrijkste infrastructuur en aangrenzende gemeenten.

## Demografie
Onderstaande figuur toont het verloop van het inwonertal (bron: INSEE-tellingen).